# D.ACTORS FILE
『Dramatic Actors File』（ドラマチック・アクターズ・ファイル）は、NHKのドラマから注目の男性俳優を紹介する日本のドキュメンタリーテレビ番組であり、NHKが放送する。
ドラマ撮影の現場に密着し、彼の個性、魅力に迫る。さらに、ドラマ以外の仕事、プライベートシーンにも潜入。普段見ることのできない「素顔」も切り取る。
2011年4月4日からNHKワンセグ2で放送開始。翌週、Eテレでも再放送する。

## 放送日時
2013年度（9月以降）
総合で放送&再放送(不定期）、Eテレ・ワンセグ2で再放送（毎週火曜9時55分 - 10時、時間、曜日変更の場合あり）
2012年度
ワンセグ2で毎週火曜19時55分 - 20時
Eテレで再放送を毎週火曜日23時25分 - 23時30分（時間、曜日変更の場合あり）
2011年度（4月以降）
ワンセグ2で毎週月曜12時35分 - 12時40分、再放送は毎週土曜13時25分 - 13時30分（Eテレで再放送しない場合もある）
2011年度（4月中）
ワンセグ2で毎週月曜12時45分 - 12時50分、再放送は毎週土曜13時25分 - 13時30分

## 放送リスト
| File | 初回放送日     | 人物                       | ドラマ                                                          |
| ---- | -------------- | -------------------------- | --------------------------------------------------------------- |
| #01  | 2011年4月4日   | 永山絢斗                   | 連続テレビ小説「おひさま」                                      |
| #02  | 2011年4月11日  | 永井大                     | BS時代劇「新選組血風録」                                        |
| #03  | 2011年4月18日  | 辻本祐樹                   | BS時代劇「新選組血風録」                                        |
| #04  | 2011年4月25日  | 金子ノブアキ               | 連続テレビ小説「おひさま」                                      |
| #05  | 2011年5月2日   | 佐藤永典                   | BS時代劇「新選組血風録」                                        |
| #06  | 2011年5月9日   | 斎藤工                     | 大河ドラマ「江」                                                |
| #07  | 2011年5月16日  | AKIRA                      | 大河ドラマ「江」                                                |
| #08  | 2011年5月23日  | 田中圭                     | 連続テレビ小説「おひさま」                                      |
| #09  | 2011年5月30日  | 窪田正孝                   | ドラマ10「下流の宴」                                            |
| #10  | 2011年6月6日   | 柳下大                     | ドラマ10「下流の宴」                                            |
| #11  | 2011年6月13日  | 眞島秀和                   | ドラマ10「下流の宴」                                            |
| #12  | 2011年6月20日  | 金子昇                     | BS時代劇「テンペスト」                                          |
| #13  | 2011年6月27日  | 塚本高史                   | BS時代劇「テンペスト」                                          |
| #14  | 2011年7月4日   | 入江甚儀、吉沢亮、栗原吾郎 | ケータイ発ドラマ「金魚倶楽部」                                  |
| #15  | 2011年7月11日  | 柄本佑                     | 「生むと生まれるそれからのこと」                                |
| #16  | 2011年7月18日  | 高良健吾（1）              | 連続テレビ小説「おひさま」                                      |
| #17  | 2011年7月25日  | 高良健吾（2）              | 連続テレビ小説「おひさま」                                      |
| #18  | 2011年8月1日   | 成河                       | 「生むと生まれるそれからのこと」                                |
| #19  | 2011年8月29日  | 瀬戸康史                   | ドラマ10「胡桃の部屋」                                          |
| #20  | 2011年9月5日   | 染谷将太                   | BS時代劇「テンペスト」                                          |
| #21  | 2011年10月3日  | 須賀貴匡                   | 連続テレビ小説「カーネーション」                                |
| #22  | 2011年10月10日 | 松本利夫                   | 土曜ドラマスペシャル「神様の女房」                              |
| #23  | 2011年10月17日 | 東武志                     | BS時代劇「塚原卜伝」                                            |
| #24  | 2011年10月24日 | 尾上寛之                   | 連続テレビ小説「カーネーション」                                |
| #25  | 2011年10月31日 | 忍成修吾                   | よる★ドラ「ビターシュガー」                                     |
| #26  | 2011年11月7日  | 速水もこみち               | 土曜ドラマスペシャル「使命と魂のリミット」                      |
| #27  | 2011年11月14日 | 伊藤淳史                   | 土曜ドラマスペシャル「蝶々さん」                                |
| #28  | 2011年11月21日 | 三浦貴大                   | ドラマ10「カレ、夫、男友達」                                    |
| #29  | 2011年11月28日 | 駿河太郎                   | 連続テレビ小説「カーネーション」                                |
| #30  | 2011年12月5日  | 池松壮亮                   | 土曜ドラマスペシャル「とんび」                                  |
| #31  | 2011年12月12日 | 渡辺大知                   | 連続テレビ小説「カーネーション」                                |
| SP   | 2011年12月17日 | 松山ケンイチ（1）          | 大河ドラマ「平清盛」                                            |
| #32  | 2012年1月7日   | 玉木宏                     | 大河ドラマ「平清盛」                                            |
| #33  | 2012年1月21日  | 綾野剛                     | 連続テレビ小説「カーネーション」                                |
| #34  | 2012年1月22日  | 藤木直人                   | 大河ドラマ「平清盛」                                            |
| #35  | 2012年1月30日  | 鈴木亮平                   | よる★ドラ「本日は大安なり」                                     |
| SP   | 2012年2月4日   | 松山ケンイチ（2）          | 大河ドラマ「平清盛」                                            |
| #36  | 2012年2月6日   | 渡部豪太                   | よる★ドラ「本日は大安なり」                                     |
| #37  | 2012年2月13日  | 石田卓也                   | ドラマ10「タイトロープの女」                                    |
| #38  | 2012年2月20日  | 高良健吾、柄本佑（1）      | 「大地のファンファーレ」                                        |
| #39  | 2012年2月25日  | 高良健吾、柄本佑（2）      | 「大地のファンファーレ」                                        |
| #40  | 2012年3月4日   | 桐山漣                     | 「朝ドラ殺人事件」                                              |
| #41  | 2012年3月17日  | 大東駿介                   | 大河ドラマ「平清盛」                                            |
| #42  | 2012年3月17日  | 成宮寛貴                   | BS時代劇「陽だまりの樹」                                        |
| #43  | 2012年3月24日  | 小出恵介                   | 連続テレビ小説「梅ちゃん先生」                                  |
| #44  | 2012年3月24日  | 松坂桃李                   | 連続テレビ小説「梅ちゃん先生」                                  |
| SP   | 2012年3月30日  | 松山ケンイチ（3）          | 大河ドラマ「平清盛」                                            |
| #45  | 2012年3月31日  | 山本耕史                   | 大河ドラマ「平清盛」                                            |
| #46  | 2012年5月8日   | 青木崇高                   | ドラマ10「はつ恋」                                              |
| #47  | 2012年5月15日  | 高橋光臣                   | 連続テレビ小説「梅ちゃん先生」                                  |
| #48  | 2012年5月29日  | 満島真之介                 | 連続テレビ小説「梅ちゃん先生」                                  |
| #49  | 2012年6月5日   | 西島隆弘                   | 大河ドラマ「平清盛」                                            |
| #50  | 2012年6月12日  | 中川大志                   | 大河ドラマ「平清盛」                                            |
| #51  | 2012年7月3日   | 窪田正孝                   | 大河ドラマ「平清盛」                                            |
| #52  | 2012年7月10日  | 石垣佑磨                   | BS時代劇「薄桜記」                                              |
| #53  | 2012年7月31日  | 中尾明慶                   | ドラマ10「つるかめ助産院」                                      |
| #54  | 2012年8月7日   | 竹財輝之助                 | 連続テレビ小説「梅ちゃん先生」                                  |
| #55  | 2012年8月14日  | 溝端淳平                   | ドラマ10「つるかめ助産院」                                      |
| #56  | 2012年9月4日   | エリック・ボシック         | 土曜ドラマスペシャル「負けて、勝つ 〜戦後を創った男・吉田茂〜」 |
| #57  | 2012年9月25日  | 風間俊介                   | 連続テレビ小説「純と愛」                                        |
| #58  | 2012年10月2日  | 細田よしひこ               | BS時代劇「猿飛三世」                                            |
| #59  | 2012年10月23日 | 城田優                     | 連続テレビ小説「純と愛」                                        |
| #60  | 2012年11月6日  | 五十嵐隼士                 | BSプレミアムドラマ「そこをなんとか」                            |
| #61  | 2012年11月20日 | ユージ                     | ドラマ10「シングルマザーズ」                                    |
| #62  | 2012年11月27日 | 神木隆之介                 | 大河ドラマ「平清盛」                                            |
| #63  | 2012年12月25日 | 渡部秀                     | 連続テレビ小説「純と愛」                                        |
| #64  | 2012年12月25日 | 工藤阿須加                 | 大河ドラマ「八重の桜」                                          |
| #65  | 2013年1月8日   | 新井浩文                   | よる★ドラ「書店員ミチルの身の上話」                             |
| #66  | 2013年1月22日  | 池内博之                   | 大河ドラマ「八重の桜」                                          |
| #67  | 2013年1月29日  | 和田聰宏                   | BSプレミアムドラマ「嘆きの美女」、BS時代劇「妻は、くノ一」      |
| #68  | 2013年2月19日  | 玉山鉄二                   | 大河ドラマ「八重の桜」                                          |
| #69  | 2013年3月19日  | 福士蒼汰                   | 連続テレビ小説「あまちゃん」                                    |
| #70  | 2013年4月2日   | 小池徹平                   | 連続テレビ小説「あまちゃん」                                    |
| #71  | 2013年9月22日  | 平岡祐太                   | 木曜時代劇「あさきゆめみし 〜八百屋お七異聞」                   |
| #72  | 2013年9月23日  | 東出昌大                   | 連続テレビ小説「ごちそうさん」                                  |
| #73  | 2013年9月23日  | 林遣都                     | BSプレミアムよるドラマ「黒猫、ときどき花屋」                    |
| #74  | 2013年12月30日 | 武田航平                   | BSプレミアムドラマ「花咲くあした」                              |
| #75  | 2013年12月30日 | 永瀬匡                     | BSプレミアムよるドラマ「おふこうさん」                          |
| #76  | 2014年2月22日  | 泉澤祐希                   | NHKスペシャル「東京が戦場になった日」                           |

D.ACTORS FILE girls
| File | 初回放送日     | 人物                   | ドラマ                                         |
| ---- | -------------- | ---------------------- | ---------------------------------------------- |
| #01  | 2011年7月8日   | 加藤夏希               | ドラマ10「下流の宴」                           |
| #02  | 2011年7月15日  | 美波                   | ドラマ10「下流の宴」                           |
| #03  | 2011年7月22日  | 刈谷友衣子、水野絵梨奈 | ケータイ発ドラマ「金魚倶楽部」                 |
| #04  | 2011年7月29日  | 臼田あさ美             | ドラマ10「胡桃の部屋」                         |
| #05  | 2011年8月5日   | 石橋杏奈               | 連続テレビ小説「おひさま」                     |
| #06  | 2012年3月17日  | 秋元才加               | 「朝ドラ殺人事件」                             |
| #07  | 2012年3月24日  | 川島海荷               | 土曜ドラマスペシャル「あっこと僕らが生きた夏」 |
| #08  | 2013年1月5日   | 高梨臨                 | BS時代劇「火怨・北の英雄 アテルイ伝」          |
| #09  | 2012年12月15日 | マイコ                 | 土曜ドラマスペシャル「メイドインジャパン」     |
| #10  | 2012年12月22日 | 夏菜                   | 連続テレビ小説「純と愛」                       |
| #11  | 2012年12月29日 | 高橋メアリージュン     | 連続テレビ小説「純と愛」                       |
| #12  | 2012年12月30日 | 芦名星                 | 大河ドラマ「八重の桜」                         |